# Hal Haskins
Harold Francis Haskins, detto Hal (Page, 29 ottobre 1924 – St. Paul, 31 maggio 2003), è stato un cestista statunitense.

## Carriera
Ha disputato quattro stagioni alla Hamline University, venendo poi selezionato al secondo giro del Draft NBA 1950 Nella stagione 1950-1951 ha giocato in National Professional Basketball League inizialmente con i St. Paul Lights, successivamente con i Waterloo Hawks.
Con 1.985 punti realizzati detiene il record nella storia della Hamline University.

## Palmarès
- All-American Consensus Second Team (1948)[4]
- NAIA MVP (1949)[5]